# Warta (Łódź)
Wartaⓘ é um município da Polônia, na voivodia de Łódź e no condado de Sieradz. Estende-se por uma área de 10,85 km², com 3 314 habitantes, segundo os censos de 2016, com uma densidade de 305,4 hab/km².
Está localizado na margem esquerda do rio Varta. É a sede da comuna urbano-rural de Warta. Nos anos 1975-1998, a cidade pertenceu administrativamente à voivodia de Sieradz.
Warta obteve sua localização urbana em 1255. Foi uma cidade real da Coroa do Reino da Polônia no no condado de Sieradz da voivodia de Sieradz no final do século XVI. Hoje é um centro de serviços de agricultura local com uma pequena indústria.

## História
Inicialmente, Warta existia como um assentamento agrícola, mas a localização favorável perto de rotas comerciais e condições favoráveis de clima e solo contribuíram para o rápido desenvolvimento da cidade. Em 1255, os direitos de cidade foram concedidos ao povoado. Em 1331, Warta foi incendiada por uma expedição teutônica. Em 28 de outubro de 1423, Ladislau II Jagelão publicou o Estatuto de Warck durante a seção do Parlamento da República das Duas Nações realizada em Warta. Em 1465, a cidade foi novamente vítima do incêndio e, a partir de 1482, uma peste que durou vários anos prevaleceu na cidade. O primeiro testemunho da existência de um assentamento judaico em Warta vem de 1507. Em 1507, a cidade estava novamente em chamas. Apesar desses desastres, a cidade estava se desenvolvendo. Em 1467, um mosteiro bernardino foi fundado e até hoje ele tem um impacto significativo na vida cultural e espiritual de Warta. O artesanato e serviços como tecelagem, alfaiataria, pelaria, curtume, ferraria, ourivesaria, moagem e cerâmica desenvolveram-se bem na cidade. A cidade começou a perder a sua posição no século XVIII, devido à deterioração geral do país e a problemas locais adicionais. Ela se recuperou do declínio econômico somente depois que a Polônia recuperou a independência.
Em 1939, Warta foi incorporada nas fronteiras do Reich alemão. Um ano depois, as autoridades alemãs criaram um gueto para a população judaica (2 025 pessoas, ou 49% da população em 1921). Eles também ordenaram a demolição da sinagoga, que foi incendiada em setembro de 1939. O gueto foi liquidado em agosto de 1942, e a grande maioria dos judeus na guerra foi assassinada.
Até 1954, Warta foi a sede da comuna de Bartochów.

## Monumentos históricos

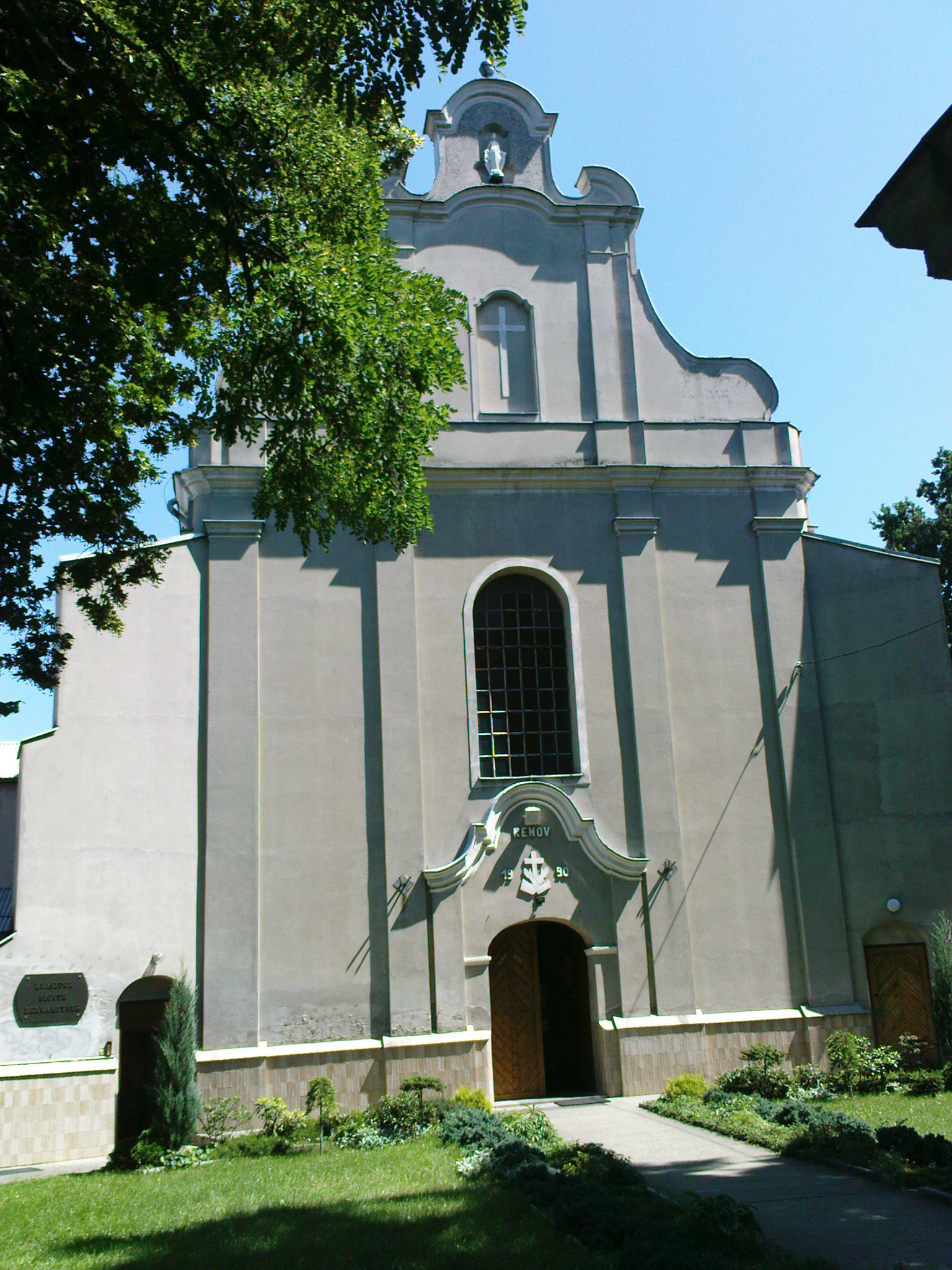
Mosteiro das irmãs bernardinas

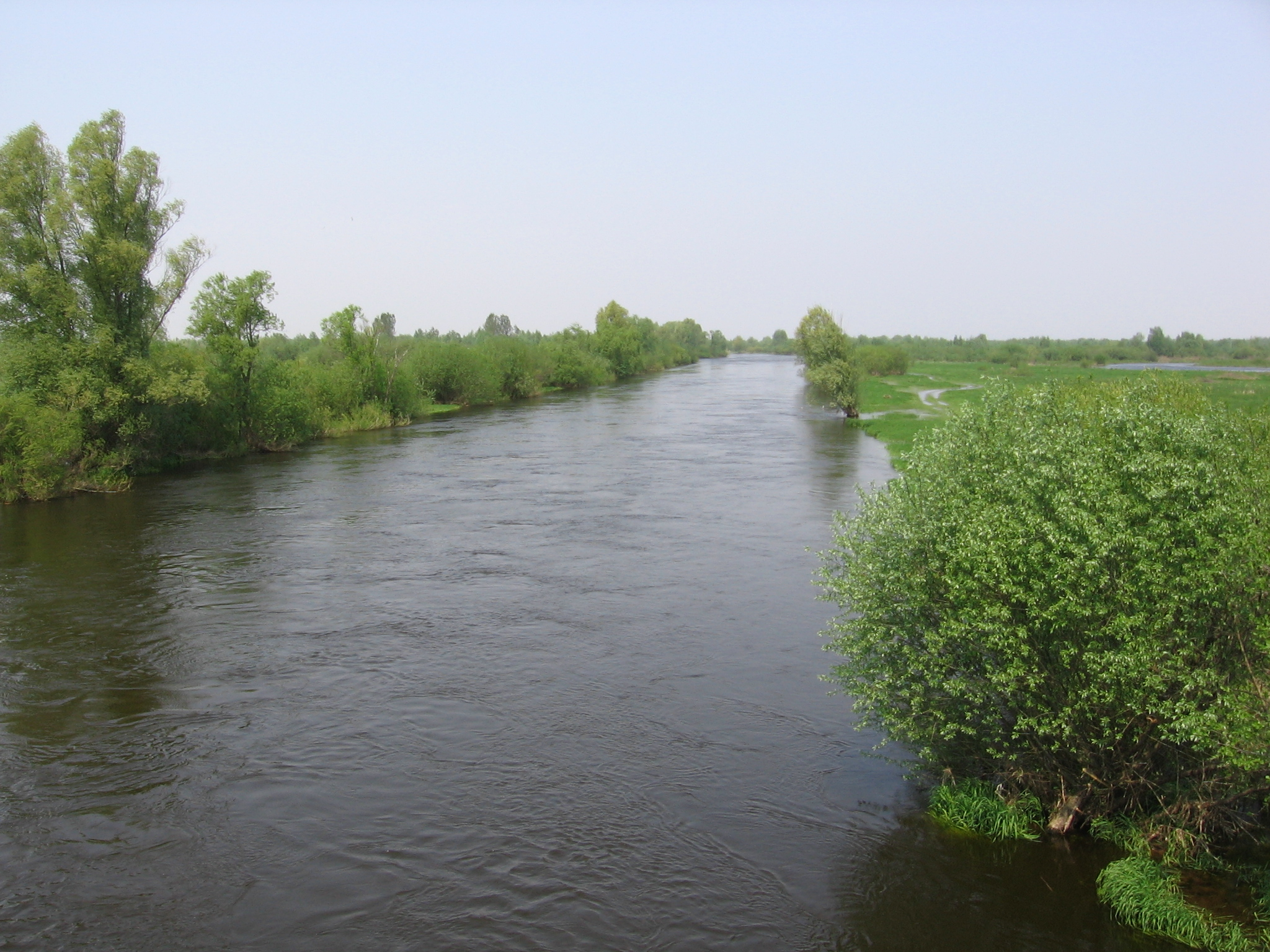
Rio Varta em Warta

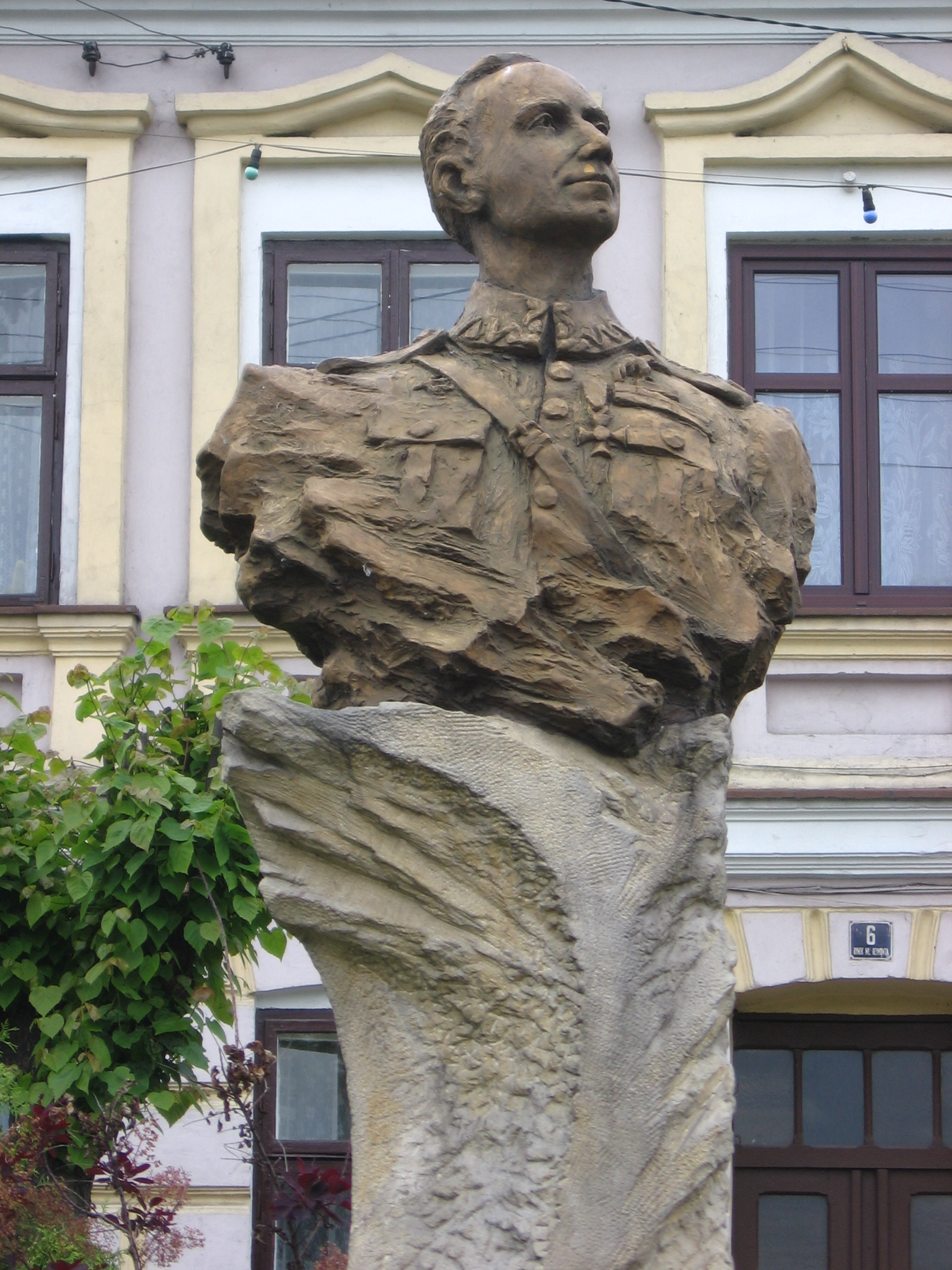
Memorial do Coronel aviador Stanisław Skarżyński

- Igreja de São José, do século XVII, aos cuidados da Irmãs Bernardinas
- Igreja gótica de São Nicolau erguida em meados do século XIV, reconstruída no século XVII
- Igreja barroca da Assunção da Bem-Aventurada Virgem Maria e mosteiro dos padres bernardinos do século XV, reconstruída nos anos de 1696 a 1708
- Mosteiro dos padres bernardinos
- Prefeitura erguida em 1842

De acordo com o registro de monumentos do Instituto do Patrimônio Nacional, a lista de monumentos inclui os seguintes objetos:
- Igreja paroquial de São Nicolau, séculos XIV e XX
- Complexo do mosteiro bernardino, século XVIII:
  - Igreja da Natividade da Virgem Maria,
  - Mosteiro
  - Campanário
- Complexo do mosteiro bernardino, séculos XV, XVII e XVIII:
  - Igreja da Assunção da Bem-Aventurada Virgem Maria
  - Mosteiro
  - Capela do cemitério (ao lado da igreja)
- Capela do cemitério, primeira metade século XIX
- Prefeitura, 1842
- Museu, atualmente o cinema "Lutnia", 1.º semestre do século XIX, XX
- Parque
- Casa da rua Kaszyńskiego 1, 1840-1845 (destruído pelo fogo)
- Casa da rua Kaszyńskiego 9, madeira, metade do século XIX
- Casa, praça principal 24, século XIX
- Moinho "Tradycja", rua Cielecka 1

## Turismo
A cidade possui o Museu do rio Varta e da cidade. Os lugares mais interessantes incluem o restaurado cemitério judeu, prefeitura e matadouros (que atualmente abriga uma biblioteca pública).
Um novo anfiteatro foi construído no local da antiga piscina externa.

## Transportes
A estrada nacional e da voivodia se cruzam na cidade:
- DK83 em direção a Turek-Warta-Sieradz
- Estrada da voivodia n.º 482: em direção a Łódź-Warta-Błaszki

## Comunidades religiosas
- Igreja Católica:
  - Paróquia de São Nicolau
  - Paróquia da Assunção da Bem-Aventurada Virgem Maria
- Testemunhas de Jeová:
  - Igreja em Warta